# Avenue Paul Vanden Thoren
L'avenue Paul Vanden Thoren est une rue bruxelloise de la commune d'Auderghem qui encercle le quartier du Parc des Princes débute et aboutit à l'avenue Jean-François Leemans, qui en est la colonne vertébrale est d'une longueur d'environ 780 mètres.

## Historique et description
C'est de ces terrains qu'est parti le dirigeable Belgique, le 14 novembre 1909, pour le premier vol aérien au-dessus de Bruxelles. A Boitsfort, l’avenue du Dirigeable rappelle l'événement.

### Origine du nom
Le nom de cette avenue vient du soldat Paul Vanden Thoren, né le 9 septembre 1885 à Liège, tué le 8 mai 1915 à Zuidschote lors de la première guerre mondiale. Il était domicilié en la commune de Auderghem.
L'actuelle avenue Vanden Thoren fut créée à partir de 1956.
Le 28 juillet 1958, la commune baptisa cinq rues du quartier, dont celle-ci.
Le premier permis de bâtir dans cette voirie a été délivré le 19 août 1959 pour le n° 18.